# Melanitta
Genre
Melanitta est un genre d'oiseaux de la famille des Anatidae. Ses six espèces ont pour nom normalisé macreuses.

## Liste des espèces
Selon la classification de référence du Congrès ornithologique international (version 15.1, 2025) :
- Sous-genre Melanitta :
  - Melanitta perspicillata (Linnaeus, 1758) — Macreuse à front blanc ;
  - Melanitta fusca (Linnaeus, 1758) — Macreuse brune ;
  - Melanitta deglandi (Bonaparte, 1850) — Macreuse à ailes blanches ;
  - Melanitta stejnegeri (Ridgway, 1887) — Macreuse de Sibérie ;
- Sous-genre Oidemia :
  - Melanitta nigra (Linnaeus, 1758) — Macreuse noire ;
  - Melanitta americana (Swainson, 1832) — Macreuse à bec jaune.

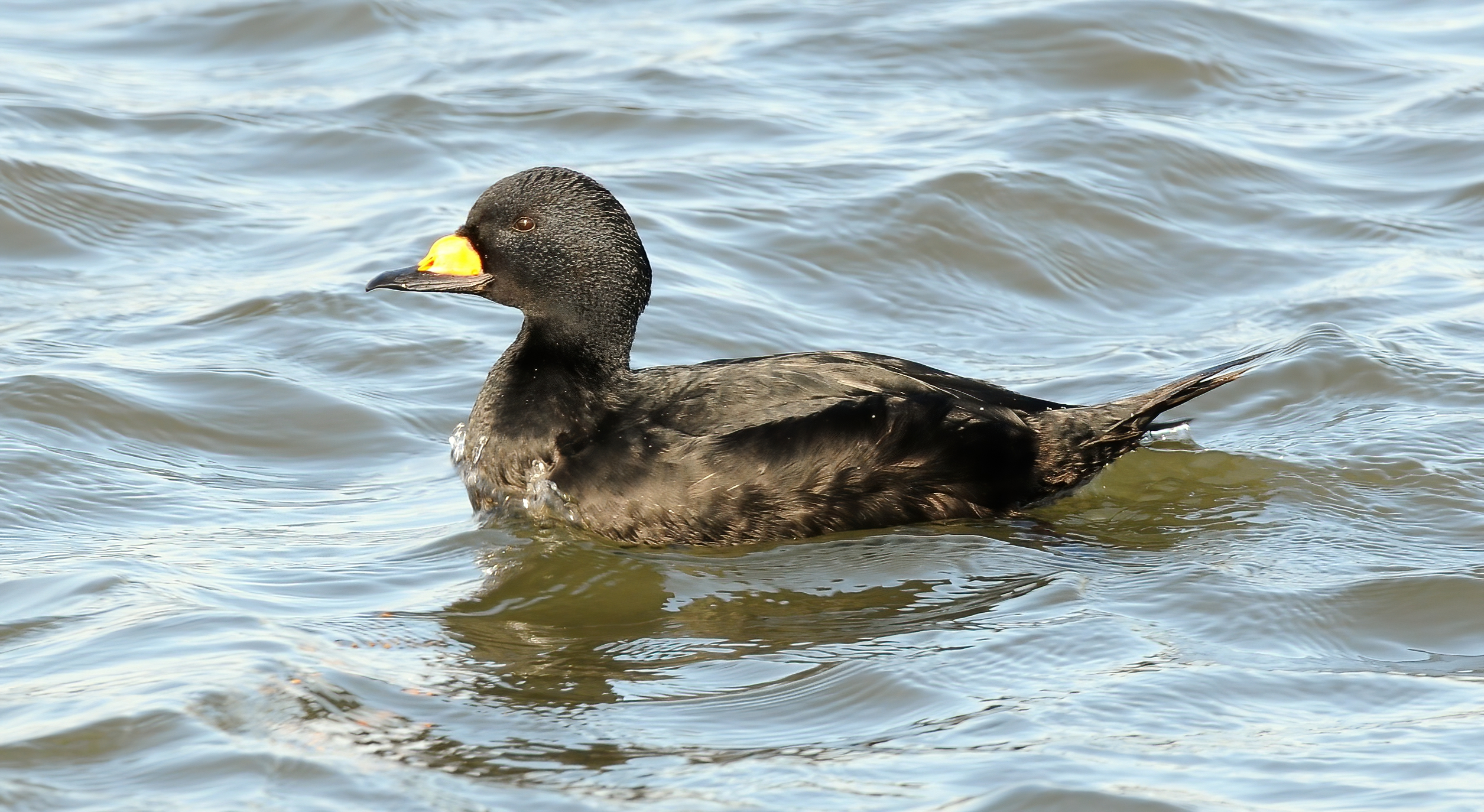
Melanitta americana
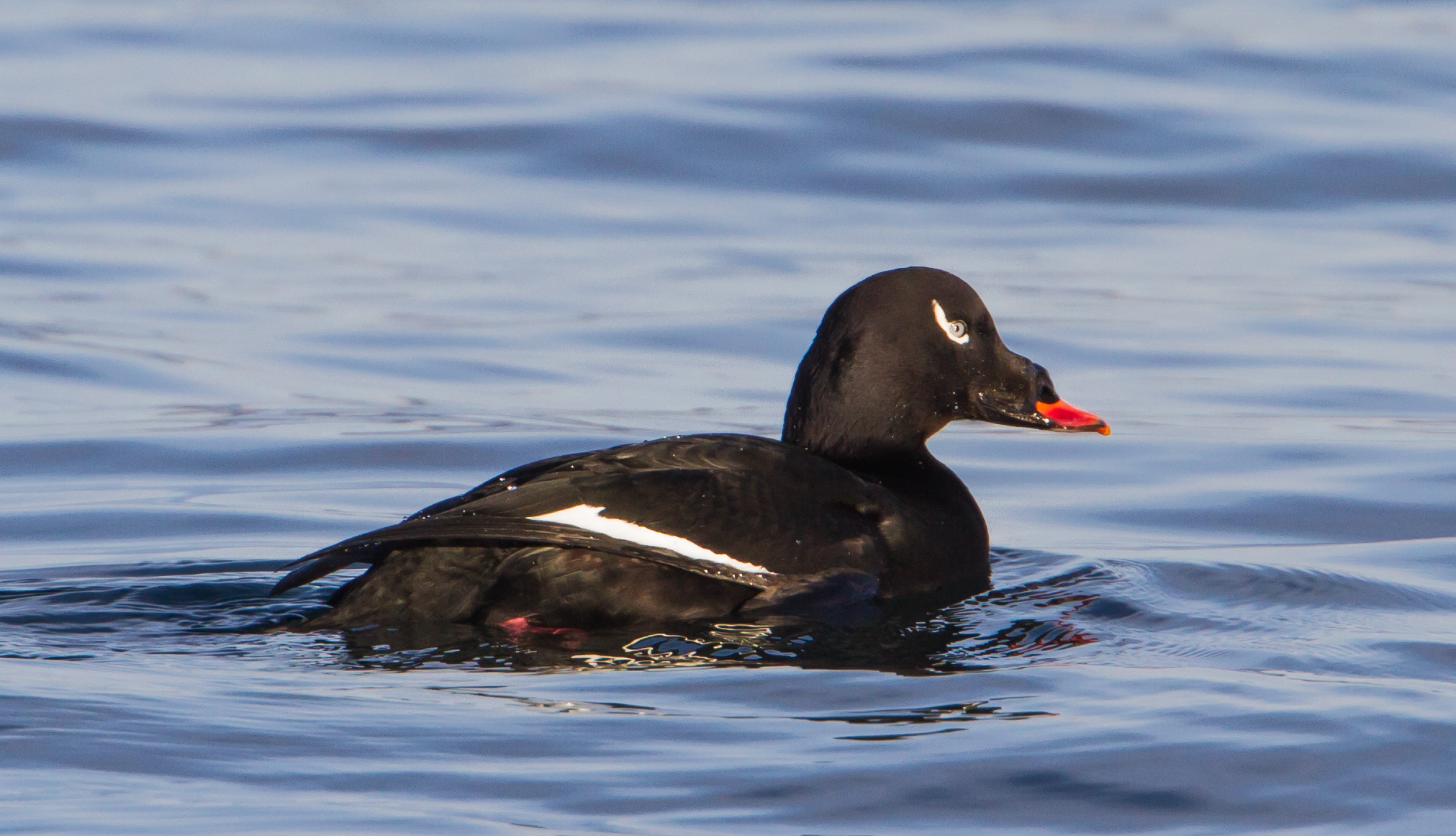
Melanitta deglandi
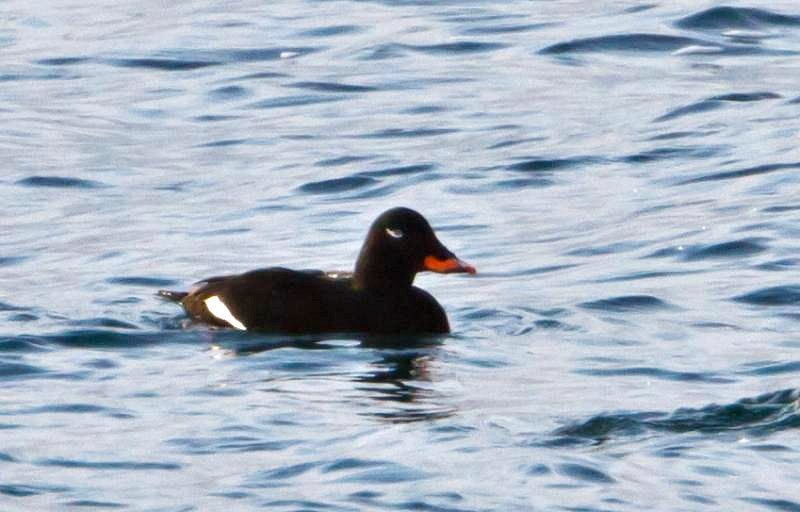
Melanitta fusca
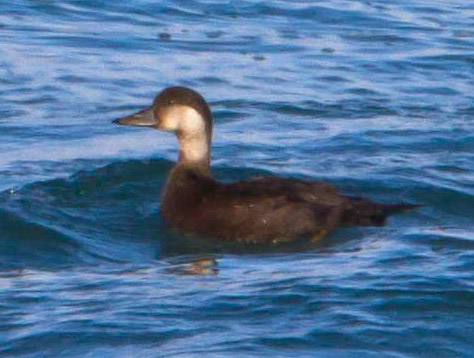
Melanitta nigra
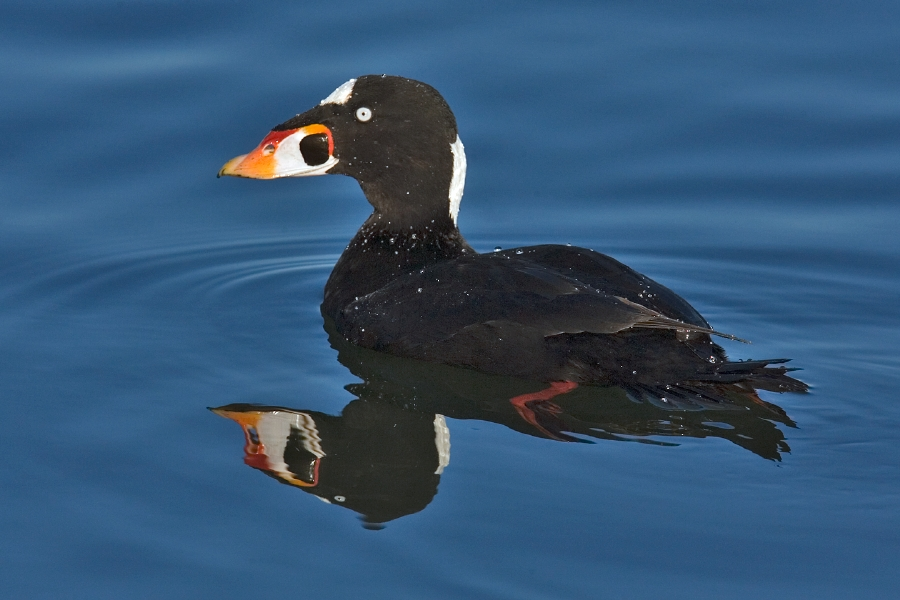
Melanitta perspicillata